# Enrique Tierno Galván
Enrique Tierno Galván (Madrid, 8 de febrer de 1918 - 19 de gener de 1986) fou un jurista, escriptor, catedràtic i polític espanyol, que va ser alcalde de Madrid entre 1979 i 1986.

## Biografia
Va cursar el batxillerat a l'Institut Cervantes. Després de les seves experiències juvenils durant la Guerra Civil, en la qual va militar en el bàndol republicà, va iniciar la seva carrera política com a figura de l'oposició al franquisme des de la Universitat. Durant els anys cinquanta i setanta va simbolitzar el descontentament primer i la rebel·lió després de part de la comunitat universitària.
Doctor en Dret, Doctor en Filosofia i Lletres, Catedràtic de Dret Polític des de 1948 fins a 1953 a la Universitat de Múrcia, i des de 1953 fins a 1965 a la Universitat de Salamanca, i va anar en aquesta última on va aglutinar un nucli de professors i estudiants, alguns dels quals —com Raúl Morodo Leoncio o Fernando Morán— van passar de deixebles a col·laboradors polítics. Era conegut també com el «vell Professor», al·lusió afectuosa amb la qual hom ja l'havia batejat.
Va ser el primer a traduir el Tractatus de Ludwig Wittgenstein i va realitzar importants estudis sobre la novel·la picaresca, la novel·la històrica i la sociologia de masses. Home molt culte, va escriure unes interessants Acotaciones a la història de la cultura occidental en la Edad Moderna (1964) i va traduir al castellà l'obra fonamental d'Edmund Burke, les Reflexiones sobre la Revolución Francesa. A Salamanca va dirigir un Butlletí Informatiu del Seminari de Dret Polític, que va utilitzar de plataforma d'opinió i va crear una Associació per la Unitat Funcional d'Europa, de curta vida i amb un ideari polític que barrejava l'humanisme i l'europeisme i que es deia socialista sense pertànyer per això al PSOE. Per les seves activitats polítiques va sofrir el rigor de les presons franquistes el 1957.
El seu prestigi polític i intel·lectual queda consolidat en els anys setanta, després del seu confús ingrés i expulsió de l'Agrupació Socialista Madrilenya —que teòricament obeïa al PSOE-històric, l'executiva del qual era establerta a Tolosa de Llenguadoc—, la seva presentació com a intel·lectual marxista però no «escolàstic» i la seva expulsió a perpetuïtat (al costat d'altres catedràtics i professors universitaris com José Luis López Aranguren i Agustín García Calvo) de la Universitat espanyola després de les protestes estudiantils, iniciades a Madrid en 1965, en contra de la dictadura franquista i que ell va recolzar. El 1966 es trasllada als Estats Units on va ser professor en la Universitat de Princeton (1966-1967), i també a la de Bryn Mawr, i va esdevenir el líder de la Federació Socialista a Madrid —també conegut com el «grup de Marquès de Cubas», pel seu domicili d'actuació—, amb el qual buscava liderar a tot el socialisme de l'interior. Després d'una entrevista amb Rodolfo Llopis Ferrándiz a París en 1966, i en tornar a Espanya, el 1968, funda el Partit Socialista de l'Interior (PSI), que posteriorment, el 1974, va passar a dir-se Partido Socialista Popular (PSP). Aquest mateix any, al costat del Partit Comunista d'Espanya (PCE), el Partit del Treball d'Espanya (PTE), el Partit Carlí (PC) i nombroses personalitats independents, formaria la Junta Democràtica d'Espanya (JDE).
Durant la Transició, que li va permetre tornar a la Universitat espanyola en 1976, va haver de fer front a un PSOE refundat des de l'interior per socialistes bascos, madrilenys i sevillans i liderat per Felipe González, que li va arrabassar gran part del lideratge en el camp de l'esquerra socialista. Els membres d'aquest partit l'acusaven de confusionisme ideològic i oportunisme polític, en uns moments en què les manifestacions polítiques de González i el seu grup eren extraordinàriament radicals i antimonàrquiques. La tàctica del PSOE era a més oposada a l'aperturisme del PSP cap al PCE, els monàrquics o Comissions Obreres. Encara que Tierno va reafirmar al I Congrés del PSP en 1976, la línia marxista i revolucionària de la seva formació política no va poder competir amb un PSOE recolzat, reconegut i fins i tot finançat per la majoria dels partits socialistes europeus. A les primeres eleccions democràtiques de juny de 1977, va obtenir l'acta de diputat per Madrid, en les llistes de la coalició Unitat Socialista, formada entre el PSP i la Federació de Partits Socialistes, i que va obtenir sis diputats. L'agost d'aquest any, va intervenir en la resolució del segrest de vuit ostatges per part un membre del GRAPO. Condemnat a la marginació política pel PSOE, que va vetar la seva participació en la redacció de la Constitució, Tierno va acceptar la integració del PSP en el PSOE a l'abril de 1978, i amb aquest partit va tornar a sortir diputat en 1979 i 1982. Escollit president honorari del PSOE com un reconeixement al seu prestigi i carisma a l'abril de 1978, va abandonar aquest càrrec per discrepàncies amb l'executiva de González en 1979, llavors embarcada en l'abandó del marxisme i la marginació definitiva del socialisme madrileny.

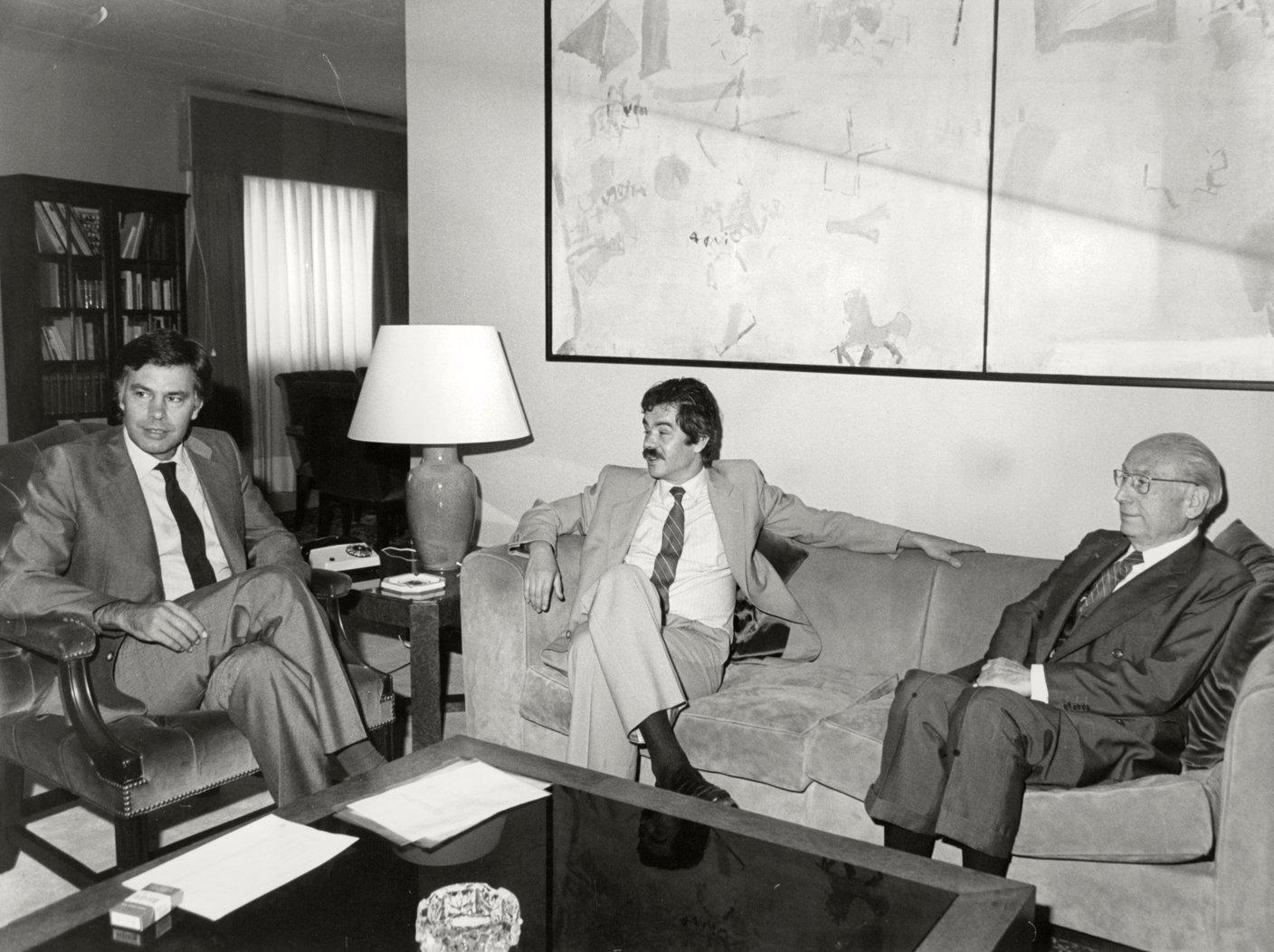
Felipe González rep els alcaldes de Madrid i Barcelona, Enrique Tierno Galván i Pasqual Maragall el 1983.

En les primeres eleccions municipals de la democràcia (abril de 1979) es presenta a l'alcaldia de Madrid. Encara que el seu partit no és el més votat (va ser la UCD), una coalició amb el PCE li dona l'alcaldia. La seva popularitat com a alcalde va ser enorme, sent reelegit en 1983 amb majoria absoluta, fins avui, l'únic socialista a aconseguir-ho. La seva labor com a alcalde va suscitar una estranya unanimitat al seu favor, que va anar més enllà de la seva filiació política i la seva fama va traspassar les fronteres del país arribant a presidir la Federació Mundial de Ciutats Unides. Madrid va viure en aquests anys un espectacular renaixement de la seva vida cultural, artística i social, adormida durant el franquisme, que es va conèixer com a «movida madrileña» i que va arribar a identificar-se amb la figura mateixa del «vell Professor» i el seu particular populisme, que connectava tant amb la joventut com amb la tercera edat. Va morir el gener de 1986 a Madrid sent alcalde i va ser acomiadat pel poble de Madrid amb una multitudinària manifestació de dol que va col·lapsar la ciutat sencera. És mostra del seu carisma irrepetible el que el PSOE madrileny no hagi trobat un substitut a la seva altura des de llavors i hagi fracassat en els seus intents de recuperar la Casa de la Vila en els anys noranta. Dels seus abundantíssims treballs polítics, jurídics i assagístics destaquen el seu llibre de memòries Cabos sueltos i els cèlebres Bàndols municipals redactats per ell mateix, plens d'enginy, fina ironia i gran talent literari.
Durant els seus gairebé set anys de mandat, va dur a terme importants reformes, entre les quals destaquen:
- Demolició del pas elevat per a automòbils, popularment conegut com a Scalextric per similitud amb la pista de cotxes de joguina, que estava situat en la Glorieta d'Atocha. Aquesta construcció, d'alt impacte estètic, va ser substituïda per un subterrani.
- Reordenació del mapa administratiu de la ciutat, que va passar de 18 juntes de districte a 21.
- Reedificació de diversos barris, especialment a les zones de Orcasitas, Villaverde i Vallecas. Aquestes zones estaven molt afectades pel problema del barraquisme des de la dècada de 1960, i les infravivendes d'una planta van ser substituïdes per blocs de pisos moderns.

Amb aquestes i altres actuacions va aconseguir una gran popularitat. Tanmateix, alguns autors l'acusaren, després d'investigar la versemblança del personatge que s'havia fet construir «el Vell Profesor», de desfigurar la seva pròpia trajectòria personal. Es considera com a continuació de Cabos sueltos l'obra Atando cabos del jurista Raúl Morodo Leoncio, col·laborador de Tierno des de l'època del PSP.
En qualsevol cas es va guanyar l'afecte dels madrilenys amb els seus Bandos humorístics i ben escrits, i amb iniciatives que cuidaven els petits detalls com tornar a poblar el riu Manzanares amb ànecs i les flors a la gespa pública, àdhuc entre els més joves, en donar suport a la Movida madrileña. El seu enterrament, el dia 21 de gener de 1986, esdevingué una de les concentracions més nombroses a Madrid.

## Obres
Escrigué nombroses obres de dret polític i assaigs sociopolítics:
- Formas y modos de vida en torno a la Revolución de 1848 (1950).
- Sociología y situación (1954), Editorial Aula.
- Introducción a la sociología (1960), Editorial Tecnos.
- Costa y el Regeneracionismo (1961), Editorial Barna.
- Desde el espectáculo a la trivialización (1961), Taurus Ediciones, ISBN 978-84-306-1025-9.
- Anatomía de la conspiración (1962), Taurus Ediciones, ISBN 978-84-306-9042-8.
- Tradición y modernismo (1962), Editorial Tecnos, ISBN 978-84-309-0037-4.
- Humanismo y sociedad (1964), Editorial Seix Barral, ISBN 978-84-322-0103-5.
- Acotaciones a la història de la cultura occidental en la Edad Moderna: desde el fin de la Edad Media hasta la actualidad (1964), Editorial Tecnos, ISBN 978-84-309-0300-9.
- Diderot como pretexto (1965), Taurus Ediciones, ISBN 978-84-306-9070-1.
- Conocimiento y Ciencias Sociales (1966), Editorial Tecnos, ISBN 978-84-309-0068-8.
- La realidad como resultado (1966), Ediciones La Torre.
- Baboeuf y Los Iguales. Un episodio del socialismo premarxista (1967), Editorial Tecnos, ISBN 978-84-309-0305-4.
- Razón mecánica y razón dialéctica (1969), Editorial Tecnos.
- La humanidad reducida (1970), Editorial Taurus.
- Escritos (1950–1960) (1971), Editorial Tecnos.
- Antología y biografía de Marx (1972) Edicusa.
- Conocimiento y ciencias sociales (1973), Editorial Tecnos, ISBN 843090428X.
- La rebelión juvenil y el problema de la universidad (1973), Seminarios y Ediciones, ISBN 84-299-0042-X.
- Sobre la novela picaresca y otros escritos (1974), Editorial Tecnos, ISBN 84-309-0494-8.
- Yo no soy ateo (1975), Editorial Tecnos, ISBN 84-309-0567-7.
- Qué son las izquierdas (1976), La Gaya Ciencia, ISBN 84-7080-956-3.
- España y el Socialismo (1976), Editorial Tucar, ISBN 84-85199-10-3.
- Democracia, Socialismo y Libertad (1977), Ediciones Paulinas, ISBN 84-285-0638-8.
- Preámbulo de la Constitución Española (1978).
- Idealismo y pragmatismo en el siglo XIX español (1977), Editorial Tecnos, ISBN 84-309-0688-6.
- Galdós y el episodio nacional Montes de Oca (1979), Editorial Tecnos, ISBN 84-309-0824-2.
- ¿Qué se ser agnóstico? (1982), Editorial Tecnos, ISBN 84-309-0921-4.
- Cabos sueltos (1982), ISBN 84-02-08516-4.
- Canto a la paz (1983), ISBN 843009380X.
- La España autonómica (1985), Editorial Bruguera, ISBN 84-02-10435-5.
- Los toros, acontecimiento nacional (1988), Editorial Turner, ISBN 84-7506-251-2.